# Plaza de la Constitución (Mexico-Stad)

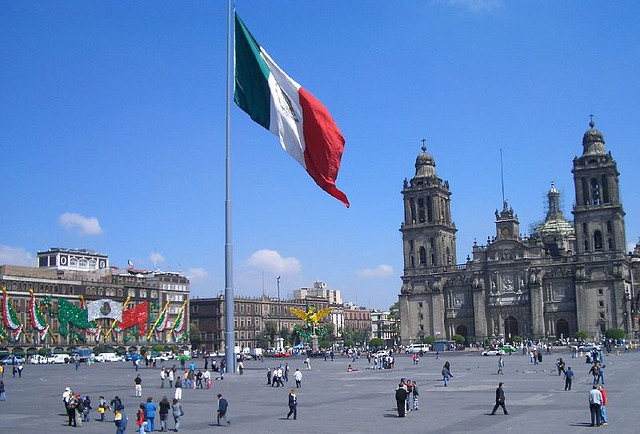
Het Plaza de la Constitución

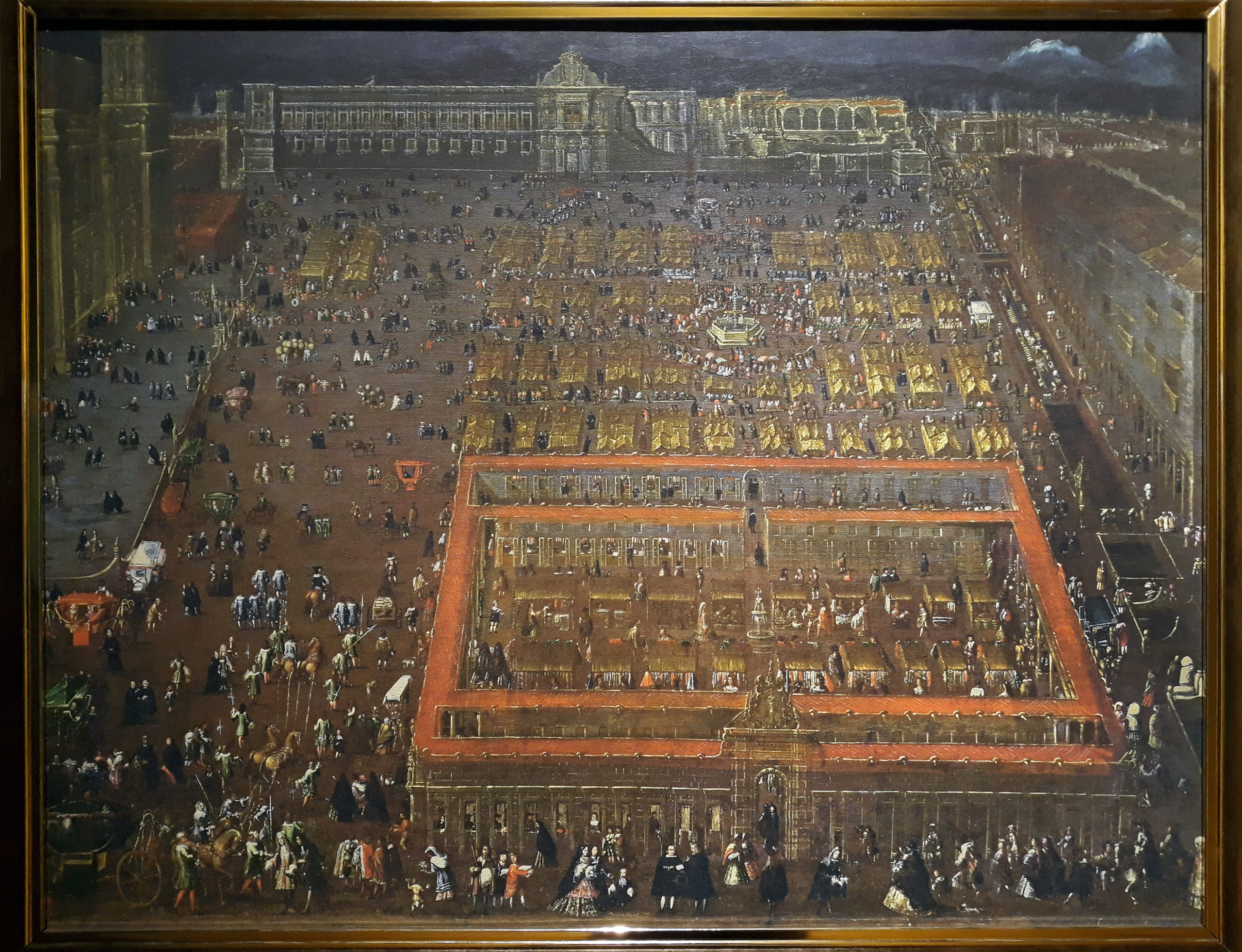
Uitzicht op de Plaza Mayor van Mexico-Stad (ca. 1695) van Cristóbal de Villalpando.

Plaza de la Constitución (Nederlands: Plein van de Grondwet), ook bekend als het Zócalo, is het centrale plein in het Historisch Centrum van Mexico-Stad. Het plein meet 195 m x 240 m ofwel 46.800 m².
Aan het plein bevinden zich de Kathedraal van Mexico-Stad, de grootste kerk van Latijns-Amerika, het Nationaal Paleis, het raadhuis, het Museo Nacional de Culturas en de Templo Mayor.
Elke dag wordt op het Plaza de la Constitución een reusachtige vlag van Mexico gehesen, mogelijk de zwaarste ter wereld. Elk jaar op de avond voor 16 september wordt hier Grito de Dolores, het uitroepen van de onafhankelijkheid, gevierd. Bij die gelegenheid luidt de president van Mexico de klokken die oorspronkelijk werden geluid door Miguel Hidalgo toen hij in 1810 de onafhankelijkheid uitriep in Dolores Hidalgo.